# 張奕穎
張奕穎（17世紀—1645年），字穀孫，號九霞，南直隸淮安府山陽縣人，明朝、南明政治人物。

## 生平
張奕穎是萬曆十七年進士張世才之孫，崇禎三年（1630年）中舉人，十三年（1640年）成特用出身，獲授戶部主事管理內十庫。內十庫儲藏的官物向來被宦官中飽私囊，每次用公帑所買物件，早上出金，晚上就會拿走官物，他得知後立刻條上其弊，一個月節省十萬金；通州是糧儲重地，其時軍務稍急，他又力清弊端，漕務為之一清，同時在北京飢荒期間開倉救濟飢民，全活以萬計人口。
不久張奕穎因父母逝世回鄉不再出仕，弘光時史可法在揚州開府，他和蔣臣同時參軍計畫守城，並帶領千名鄉兵人保衛淮安。清朝軍隊南進，明軍戰事失利，鄉兵都被殺，他選擇死士百人退守土寨，敵軍在晚上進攻期間用火箭射殺而大捷，但計劃收復淮安時部下叛變，於半夜剖開其腹遇害，死士們也被殺，妻子寫下絕命詞後自刎死，入祀鄉賢祠。

## 引用
1. 1 2  錢海岳《南明史·卷三十四·列傳第十》：同（蔣臣）時參可法軍者：……張奕穎，字穀孫，淮安山陽人。崇禎十三年特用。授戶部主事。聞清兵南，率鄉兵千人保淮安。及戰失利，鄉兵皆死，簡死士百人退守土寨。清兵進攻，奕穎夜用火箭射之，大捷。欲計復淮安，部下忽畔，突於夜半剖其腹死，百人亦歿。妻賦絕命詞，自刎死。
2. ↑  同治《山陽縣志·卷九·選舉》：舉人 明……張奕穎世才孫，有傳……以上崇禎庚午
3. ↑  同治《山陽縣志·卷十二·人物二》：張奕穎，字穀孫，號九霞，世才之孫；舉人，屢上春官不第，十三年以時事孔棘，破格用人，命凡下第舉人盡留特用，謁廟釋菜立石題名一如進士之例，授奕穎戶部主事監內十庫。內十庫蠧藪也，所儲官物盡飽中璫欒，而歲請帑金檄所司招買，金朝出而暮歸官物，朽敗如故，奕穎廉其弊悉條上之，旬月之閒省帑幣十萬金有奇。通州為糧儲咽喉，軍興急稍，稽時刻即罹咎，奕穎力爬諸弊，漕務為之一清；畿輔大祲，乃括諸倉陳粟以哺飢民，全活以萬億計。尋丁內艱，遂不復出，史閣部可法開府揚州，強起之與畫城守計議，握據要害繕治城隍，未幾卒，祀鄉賢。